# СФК Царско село 2015
СФК „Царско село 2015“, или по известен само като Царско село, е бивш български футболен отбор от София, който се състезава във Първа професионална футболна лига.
Играе домакинските си мачове на стадион „Царско село“ в столичния квартал Драгалевци. Клубните цветове са червено и бяло.

## История

### Създаване
През лятото на 2015 г. бившият изпълнителен директор на ЦСКА Стойне Манолов създава академия „Царско село“ с цел развиване на футболни таланти. Регистриран е и мъжки отбор, който започва да се състезава в „А“ областна футболна група София под ръководството на бившия капитан на ЦСКА Тодор Янчев.
На 12 май 2016 г. Царско село се обединява с ФК София 2010, който е закупен от Манолов.

### Промоция в Първа лига
От 2016 г. отборът е част от Втора лига под треньорското ръководство на Никола Спасов. На 22 април 2019 г. след нулево реми с ЦСКА 1948 Царско село печели промоция за Първа лига за първи път в историята си.

## Успехи
Първа лига
- 13 място – 2019/20

Втора лига
- 1 място – 2018/19

Купа на България
- Осминафиналист – 2017/18

## Последните 10 сезона
| Сезон   | Първенство    | Място | М  | П  | Р | З  | ГР    | Т  | Купа на България |
| ------- | ------------- | ----- | -- | -- | - | -- | ----- | -- | ---------------- |
| 2015/16 | „А“ ОФГ София | 2     | 26 | 20 | 1 | 5  | 92:21 | 61 | не се класира    |
| 2016/17 | Втора лига    | 5     | 26 | 14 | 6 | 10 | 54:39 | 48 | 1/16-финал       |
| 2017/18 | Втора лига    | 3     | 26 | 14 | 6 | 10 | 54:39 | 48 | 1/8-финал        |
| 2018/19 | Втора лига    | 1     | 30 | 24 | 4 | 2  | 68:27 | 76 | 1/16-финал       |
| 2019/20 | Първа лига    | 13    | 26 | 9  | 4 | 18 | 27:50 | 31 | 1/16-финал       |